# Ларін Микола Володимирович
Мико́ла Володи́мирович Ла́рін — солдат 93-ї окремої механізованої бригади Збройних Сил України, учасник російсько-української війни.

## Біографія
Народився Микола Ларін 8 травня 1975 року в місті Устилуг Володимир-Волинського району. Ще в дитинстві залишився круглим сиротою. Закінчив місцеву школу, працював у ТзОВ «П'ятидні» робітником. Під час третьої хвилі мобілізації призваний до збройних сил, був направлений до 93-ї окремої механізованої бригади. Разом із іншими бійцями бригади брав участь у відсічі збройній агресії Росії, у тому числі в обороні Донецького аеропорту. 30 листопада Микола Ларін під час артилерійського обстрілу біля села Опитне в районі Донецького аеропорту зазнав осколкових поранень, несумісних із життям. Після отримання звістки про загибель Миколи Ларіна працівники міської ради спочатку не знали, кому із рідних повідомляти про загибель воїна, оскільки на сході України воює також його двоюрідний брат, що має таке ж прізвище.
Удома в полеглого бійця залишились дружина та двоє дітей — дочка і син.
Похований Микола Ларін на кладовищі в рідному місті Устилуг.

## Нагороди
4 червня 2015 року — за особисту мужність і героїзм, виявлені у захисті державного суверенітету та територіальної цілісності України, вірність військовій присязі під час російсько-української війни, відзначений — нагороджений орденом «За мужність» III ступеня (посмертно).